# Androssexualidade

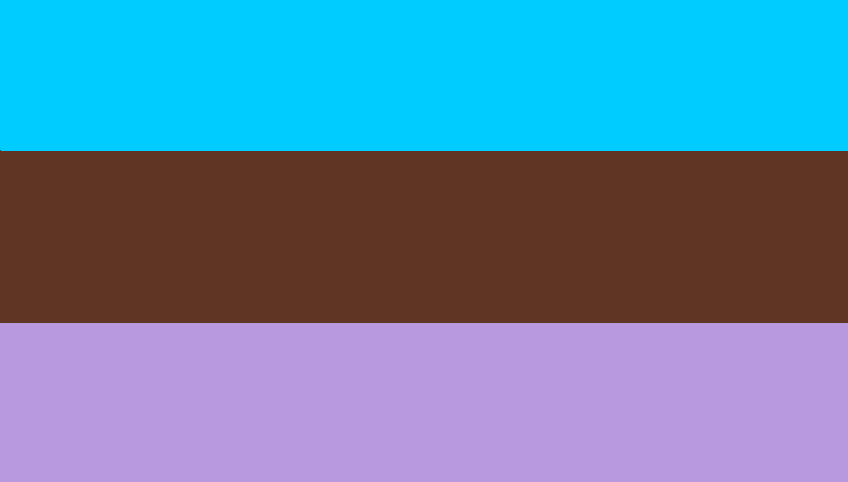
Bandeira androssexual

A androssexualidade e a androafetividade (ou androrromanticidade) descrevem a atração sexual e afetiva por homens e/ou indivíduos do sexo masculino, de identidade e/ou expressão de gênero masculina(s). Androfilia é um termo utilizado nas ciências comportamentais, junto a ginefilia e ambifilia, para descrever as orientações sexual e romântica, como uma alternativa a dicotomia homossexual e heterosexual.
Quando a atração é pela masculinidade, pelas características sexuais e/ou pelo sexo biológico, a atração pode acontecer independente de gênero, ou seja, uma pessoa masculina, testicular ou predominantemente androgenizada/testosteronizada pode não pertencer necessariamente ao gênero masculino ou ser homem. Devido a polissemia de androssexual, alguns adotam termos mais específicos, como mascsexual, minsexual e falossexual. Aos que tentam ser mais abrangentes, usam pansexual, onissexual/omnissexual, bissexual ou polissexual. Muitos podem ter a sexualidade fluida ou flexível, como homoflexíveis e heteroflexíveis, sendo assim, androflexível.

## Etimologia e uso
Andro-/andr- e -filia vêm do grego ἀνήρ aner 'homem' e φιλία filía 'amor', descrevendo a preferência sexual, estética e afetiva ao homem, o desejo e admiração pelo masculino, pelos homens ou pela masculinidade; conservando seu estado de virilidade e mantendo um comportamento completamente viril. Há também a mescla com auto-, formando autoandrofilia, que é o prazer ou excitação pela imagem de si próprio como homem.
O termo pode identificar os aspectos de alguém pela atração por homens adultos, sem atribuir um sexo ou identidade de género a androssexuais. Sendo útil para agrupar andrófilos, gays, homens homossexuais androfílicos com andrófilas, mulheres heterossexuais androfílicas, e andrófiles, não especificando o gênero ou sexo de monossexuais androfíliques que sejam transgêneros, intersexos, altersexos, de gênero não-binário ou terceiro sexo.

O uso histórico se dá pela atribuição cronofílica, na sexologia, da mesofilia ou adultofilia, atração por adultos, uma teleiofilia ou normofilia, em contraste com gerontofilia, pederastia e parafilias, como efebofilia e pedofilia. Na biologia, permuta-se também a antrofilia e antropofilia.